# Holyrood Park
Holyrood Park (également appelé Queen's Park ou King's Park selon le sexe du monarque) est un parc royal situé dans le centre d'Édimbourg, en Écosse, à environ 1,6 kilomètre à l’est du château d’Édimbourg. 
Il possède une chaîne de collines, des lacs, des vallées, des crêtes, des falaises de basalte et des rochers, offrant un paysage sauvage dans ses 260 hectares. Le parc fait partie du palais royal de Holyrood et est un domaine de chasse royal depuis le XIIe siècle. Le parc a été créé en 1541 lorsque le roi Jacques V d'Écosse a acquis « les terres entourant Arthur's Seat, Salisbury et les pentes de Duddingston » entourées de parties de roche. Aujourd'hui, le parc est ouvert au public. Arthur's Seat, le point culminant d’Édimbourg avec ses 251 mètres, se trouve au centre du parc, avec les falaises de Salisbury à l'ouest. 
Il y a trois lacs, St Margaret's Loch, Dunsapie Loch et Duddingston Loch. Les ruines de la chapelle St Anthony se trouvent sur le loch St Margaret. La route principale à travers le parc est Queen's Drive et est partiellement fermée aux véhicules le dimanche. St Margaret's Well et St Anthony's Well sont deux sources naturelles situées dans le parc. Holyrood Park s'étend du sud-ouest de la vieille ville d'Édimbourg jusqu'au centre-ville. Abbeyhill est au nord et le village de Duddingston est à l'est. La résidence Pollock, qui fait partie de l'université d'Édimbourg, est située au sud-ouest et Dumbiedykes, à l'ouest. 

## Caractéristiques naturelles

### Arthur's Seat
Arthur's Seat (littéralement : siège d'Arthur) est le plus haut sommet d'un groupe de collines qui composent la majeure partie de Holyrood Park, un paysage de montagne incroyablement sauvage situé dans le centre-ville d'Édimbourg, à environ un kilomètre à l'est du château. La colline domine la ville avec une hauteur de 251 mètres, offre une belle vue, est facile à gravir et est un sentier célèbre. Bien qu'il soit possible de grimper dans toutes les directions, la voie la plus facile est à l'est, où la pente herbeuse mène à Dunsapie Loch, un petit lac créé par l'homme entre Dunsapie Hill et Arthur's Seat. Le lac est alimenté en eau d’Alnwickhill, au sud de la ville, et est un endroit prisé du parc, car il abrite un nombre abondant d’espèces d’oiseaux.

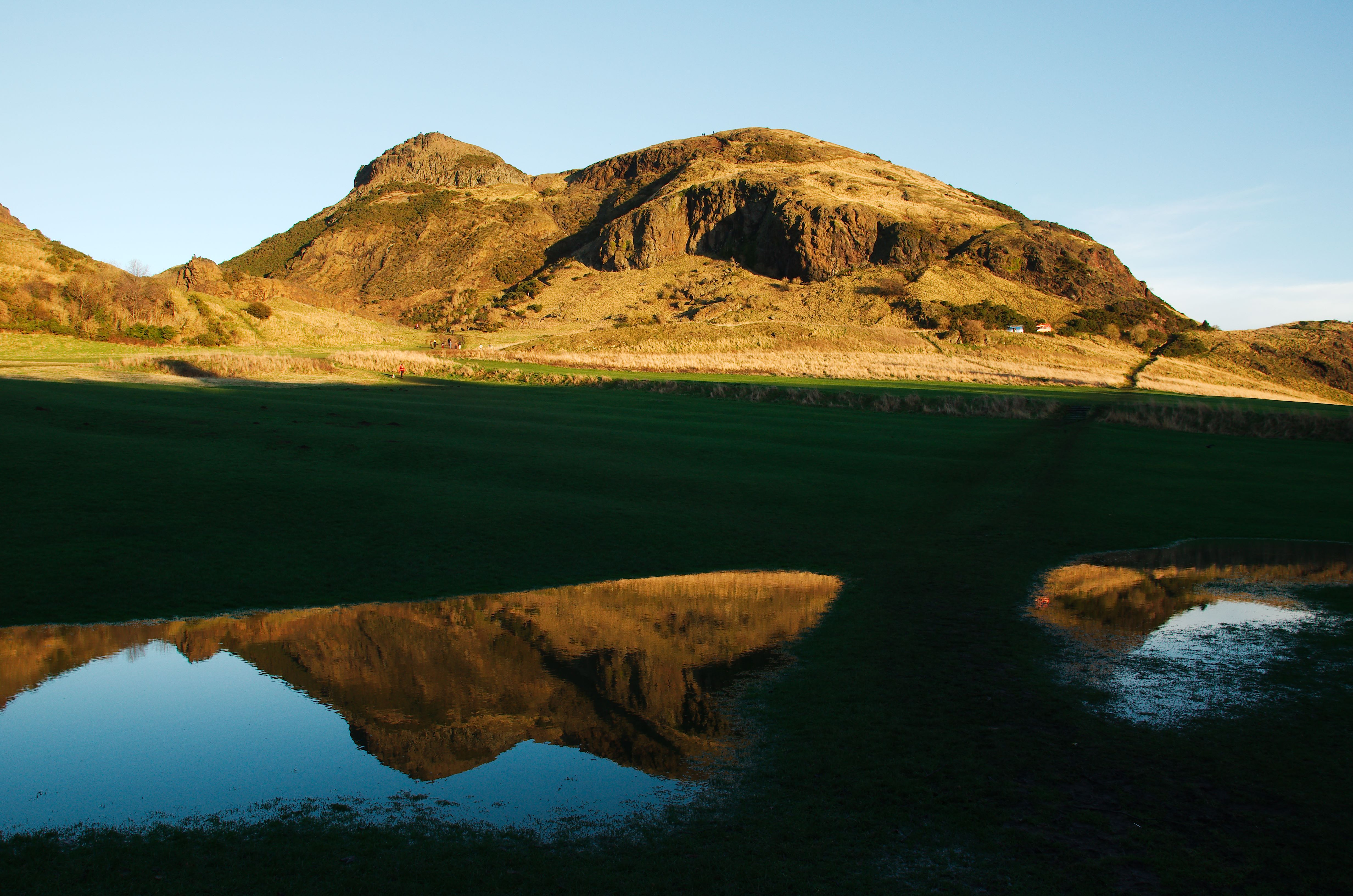
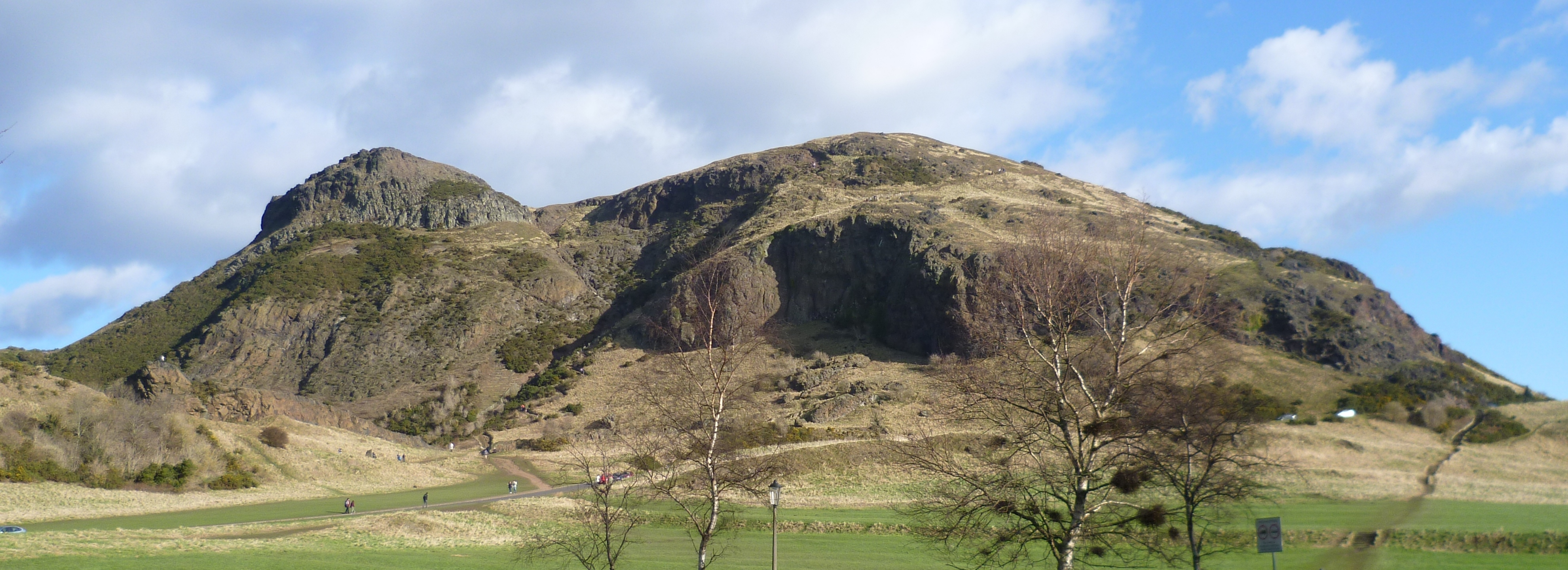
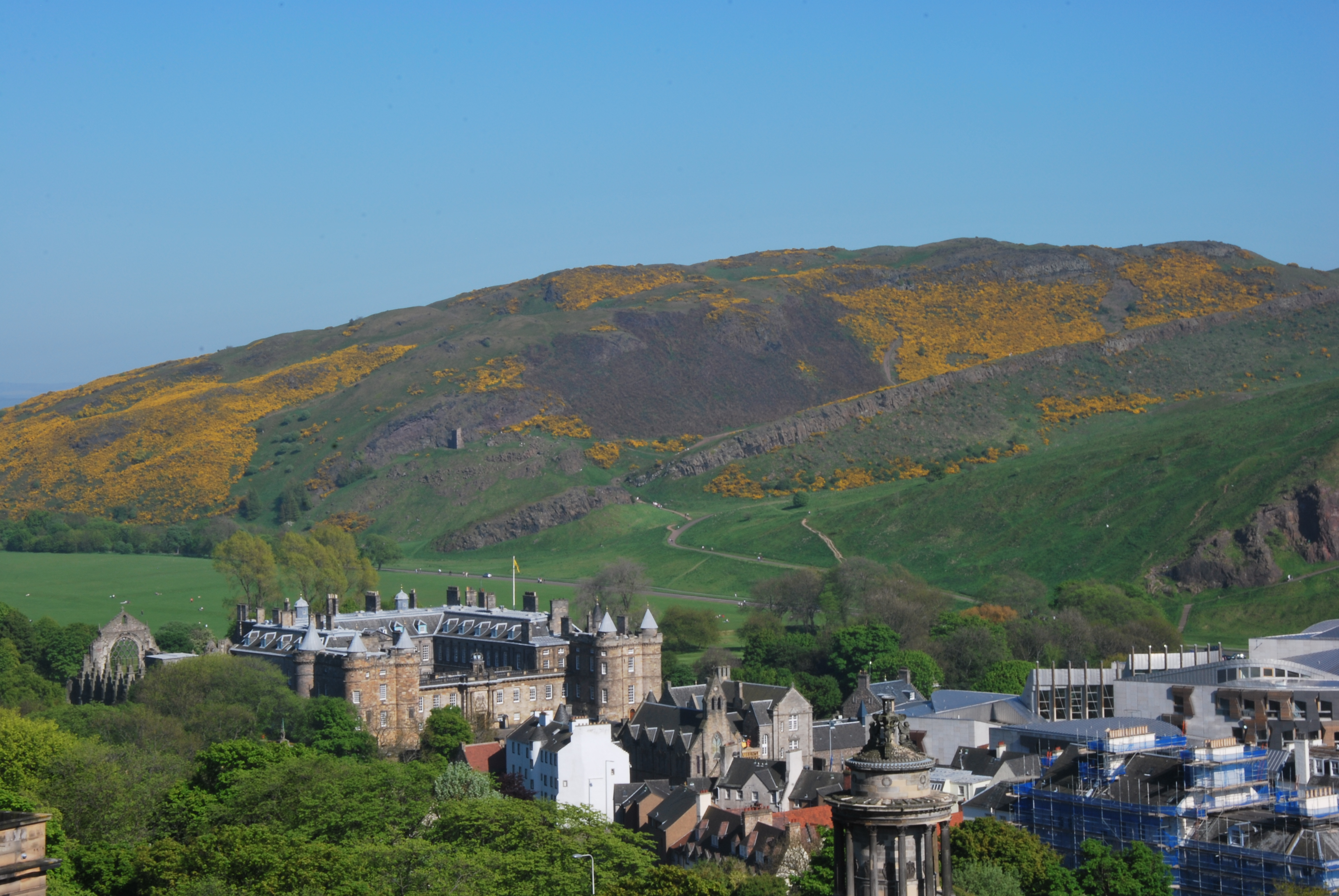
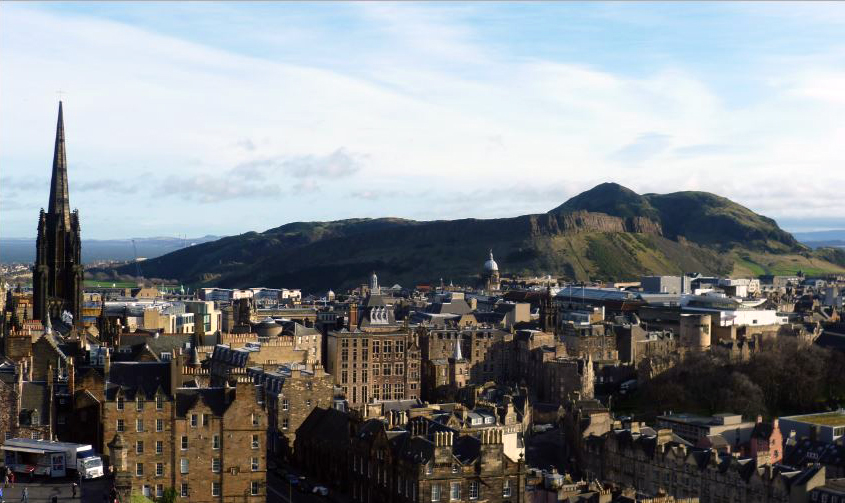

### Falaises de Salisbury (Salisbury Crags)
Les falaises de Salisbury sont une série de falaises de 46 mètres de haut situées au centre du parc, au pied d'Arthur's Seat. Le lieu tient son nom du premier Comte de Salisbury, qui accompagnait le roi Édouard III dans une de ses invasions de l'Écosse.
Les falaises sont formées de diabase constituées en colonnes de basalte et servent depuis longtemps de lieu d'escalade. Récemment les gardes forestiers du parc (qui dépendaient auparavant du Royal Estate et qui dépendent désormais de Historic Scotland, qui gère le parc) ont tenté de réglementer l'accès des falaises.

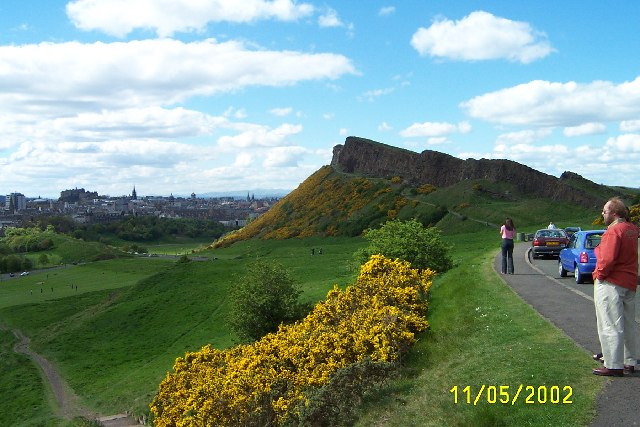
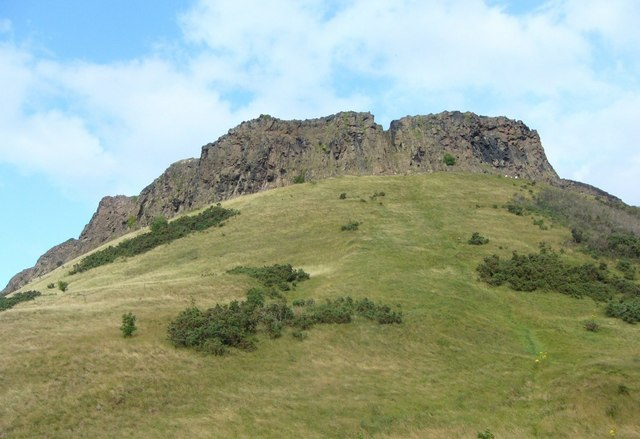
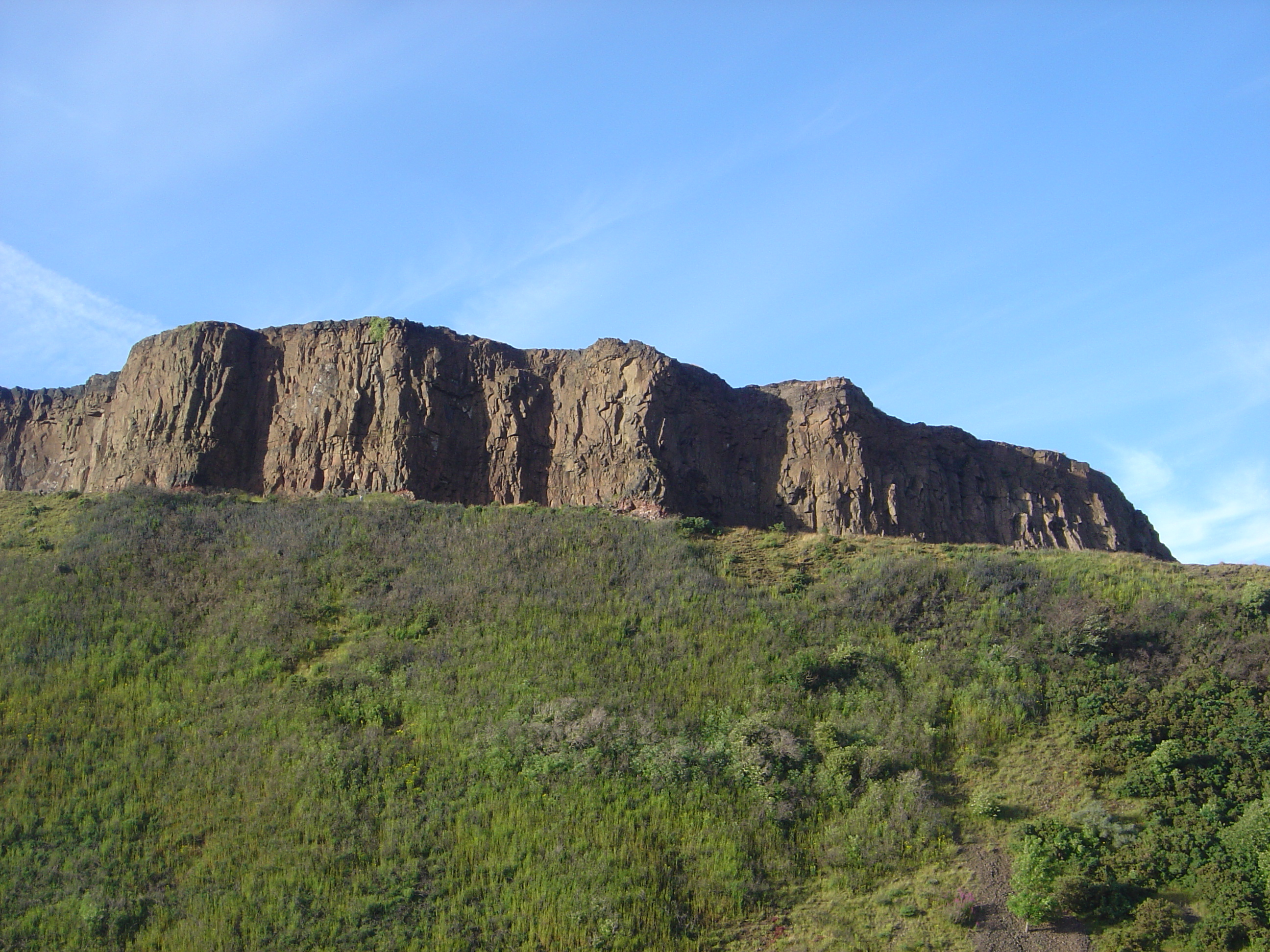

### Samson's Ribs
Les Samson's Ribs (littéralement, Côtes de Samson) sont une formation de basalte colonnaire.

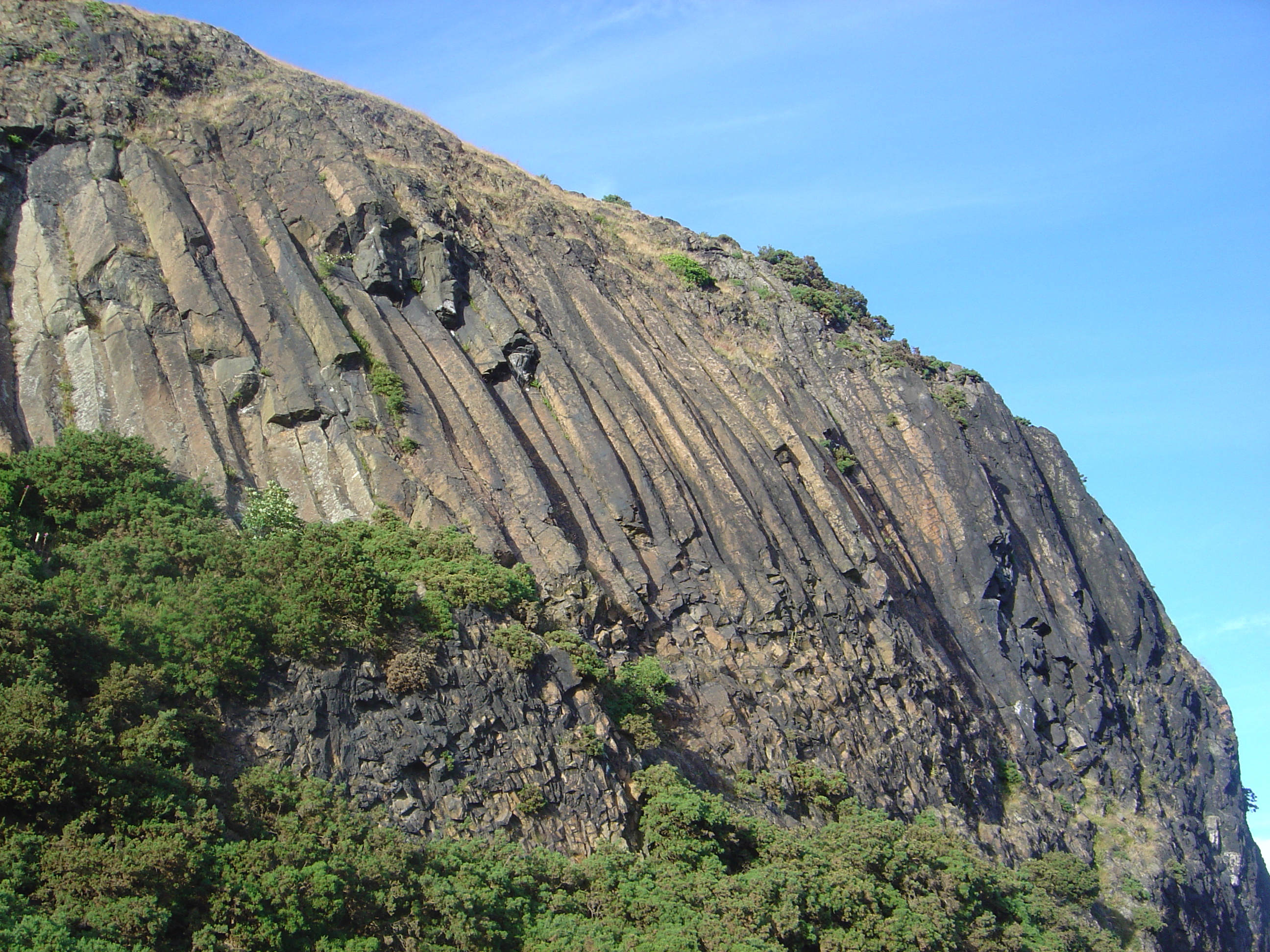
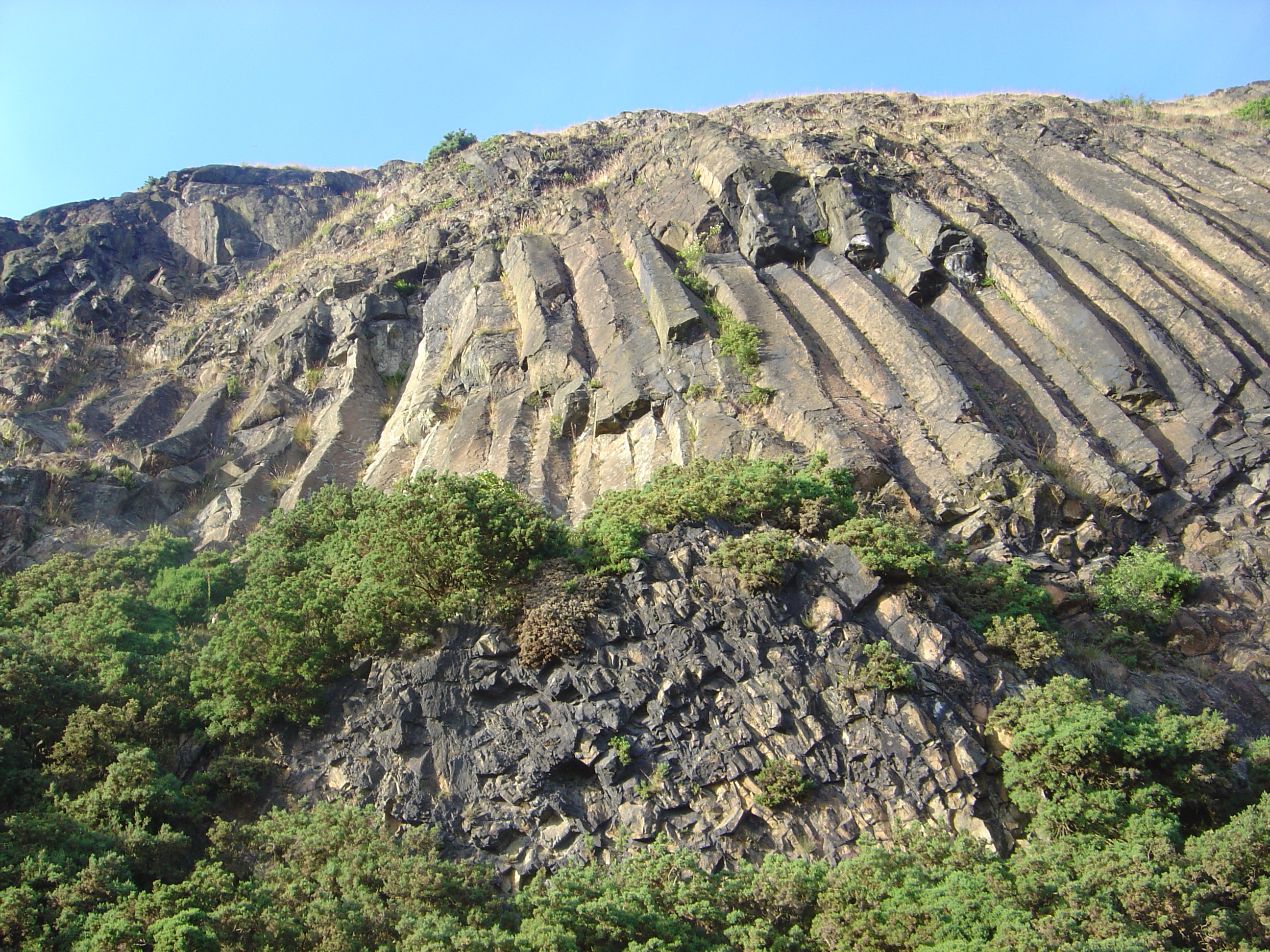
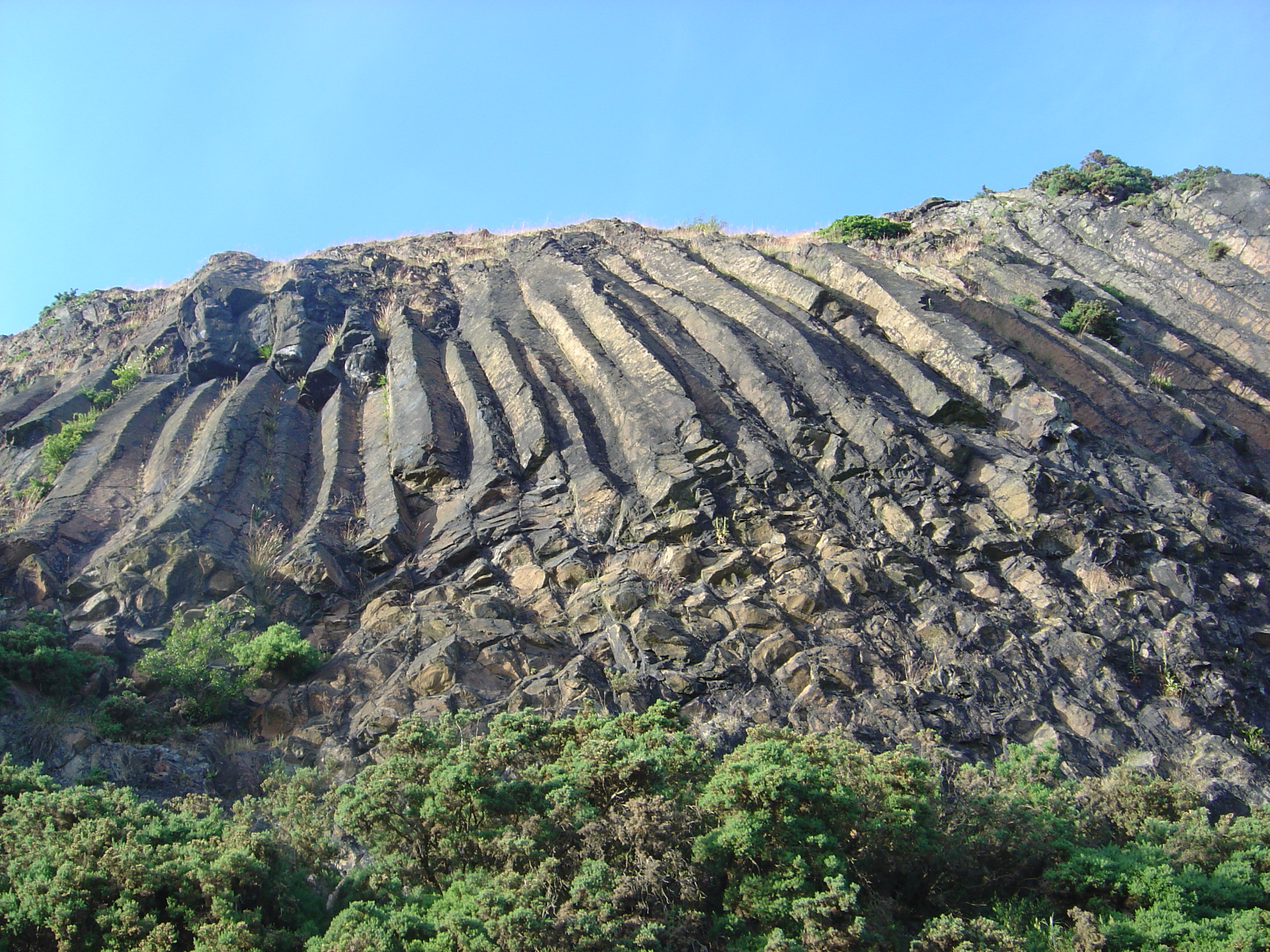
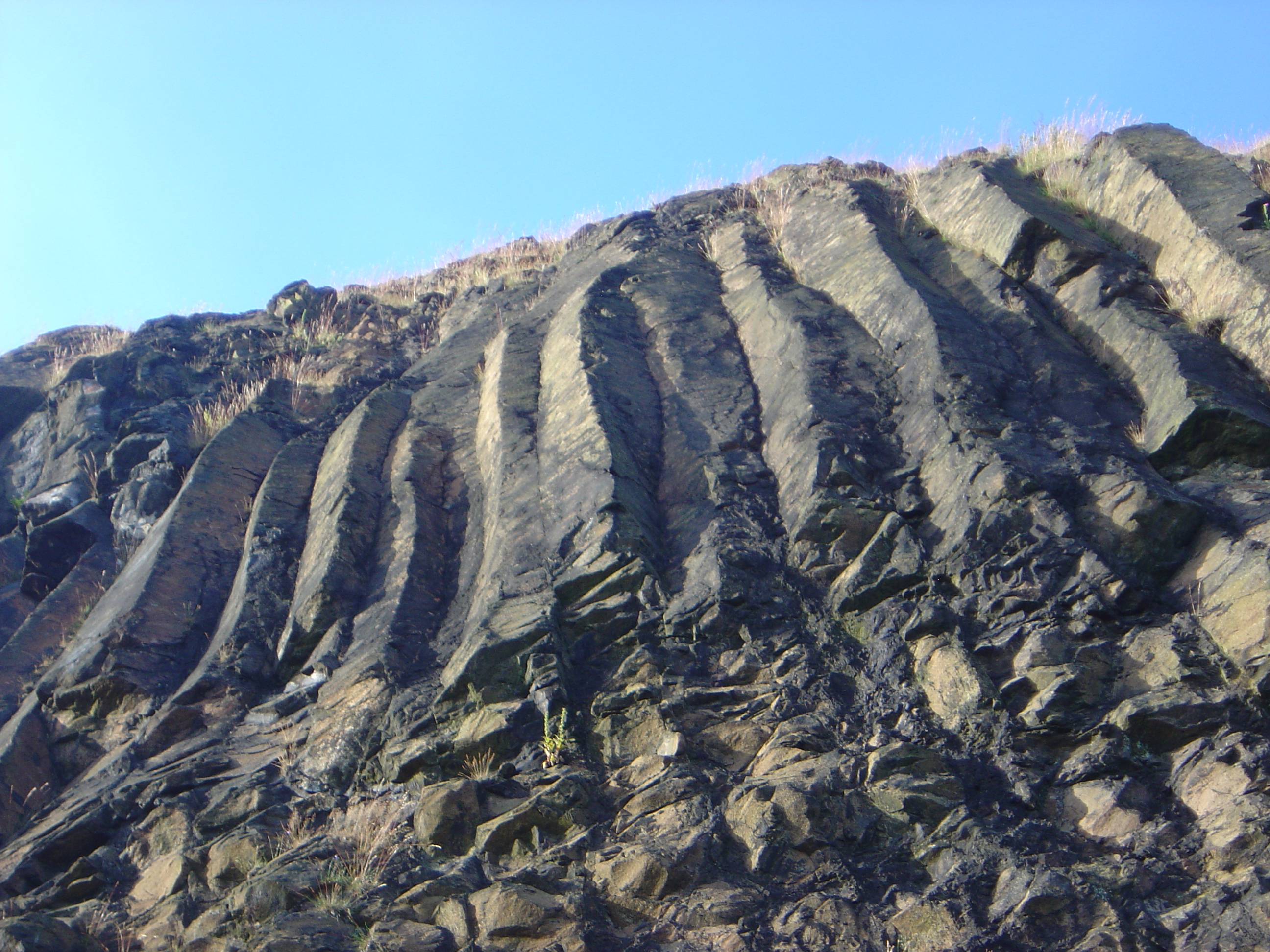

### St. Margaret's Loch
St. Margaret's Loch est un lac artificiel peu profond situé au sud de Queen's Drive. Il est situé à environ 500 m à l'est du palais de Holyrood et à environ 100 m au nord des ruines de la chapelle St Anthony. Jadis endroit marécageux, il a été récupéré en 1856 dans le cadre du plan de développement souhaité par le Prince Albert pour les environs du palais. Le lac était initialement utilisé pour l'aviron, mais abrite aujourd'hui une importante population de canards, d'oies et de cygnes.

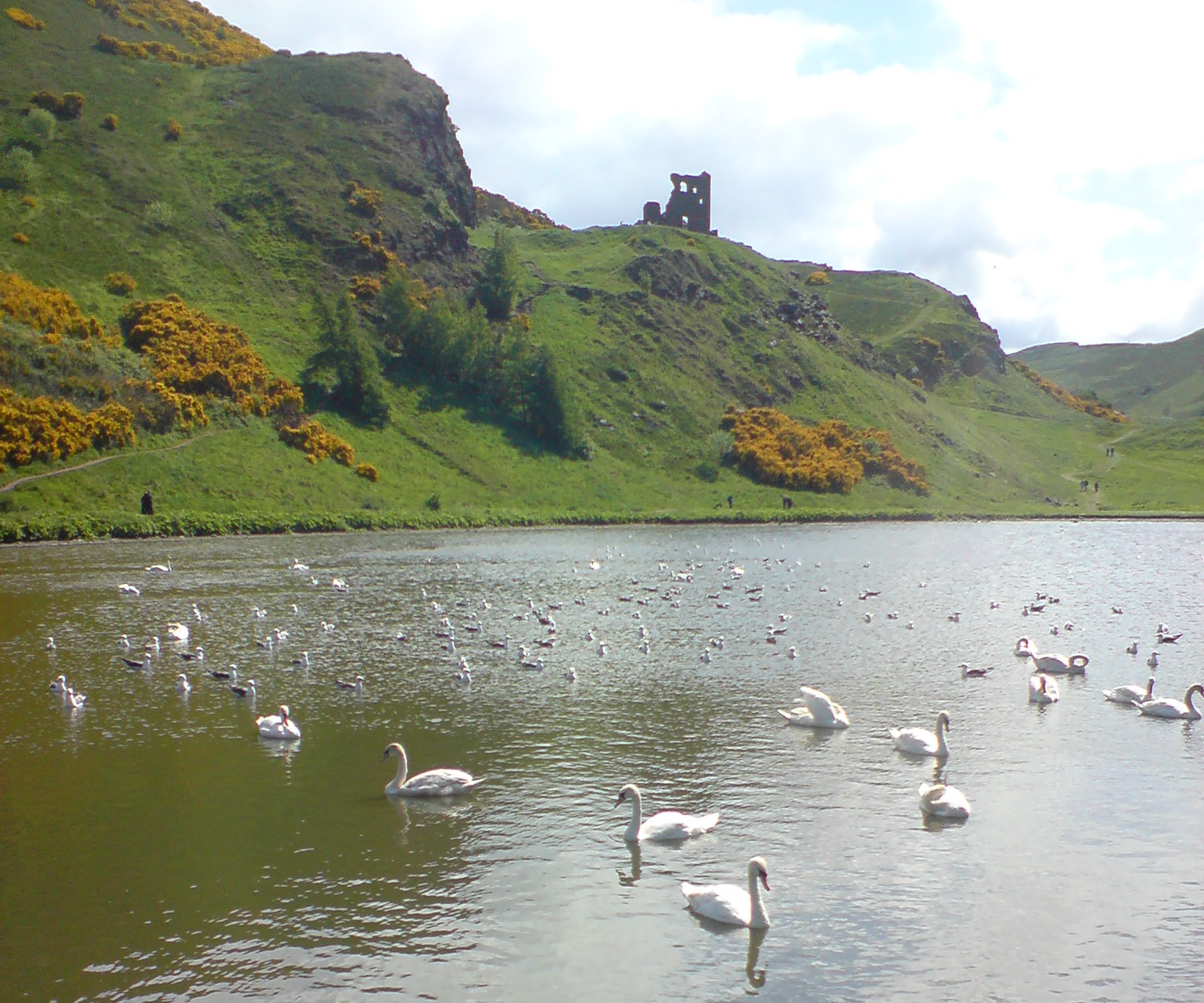
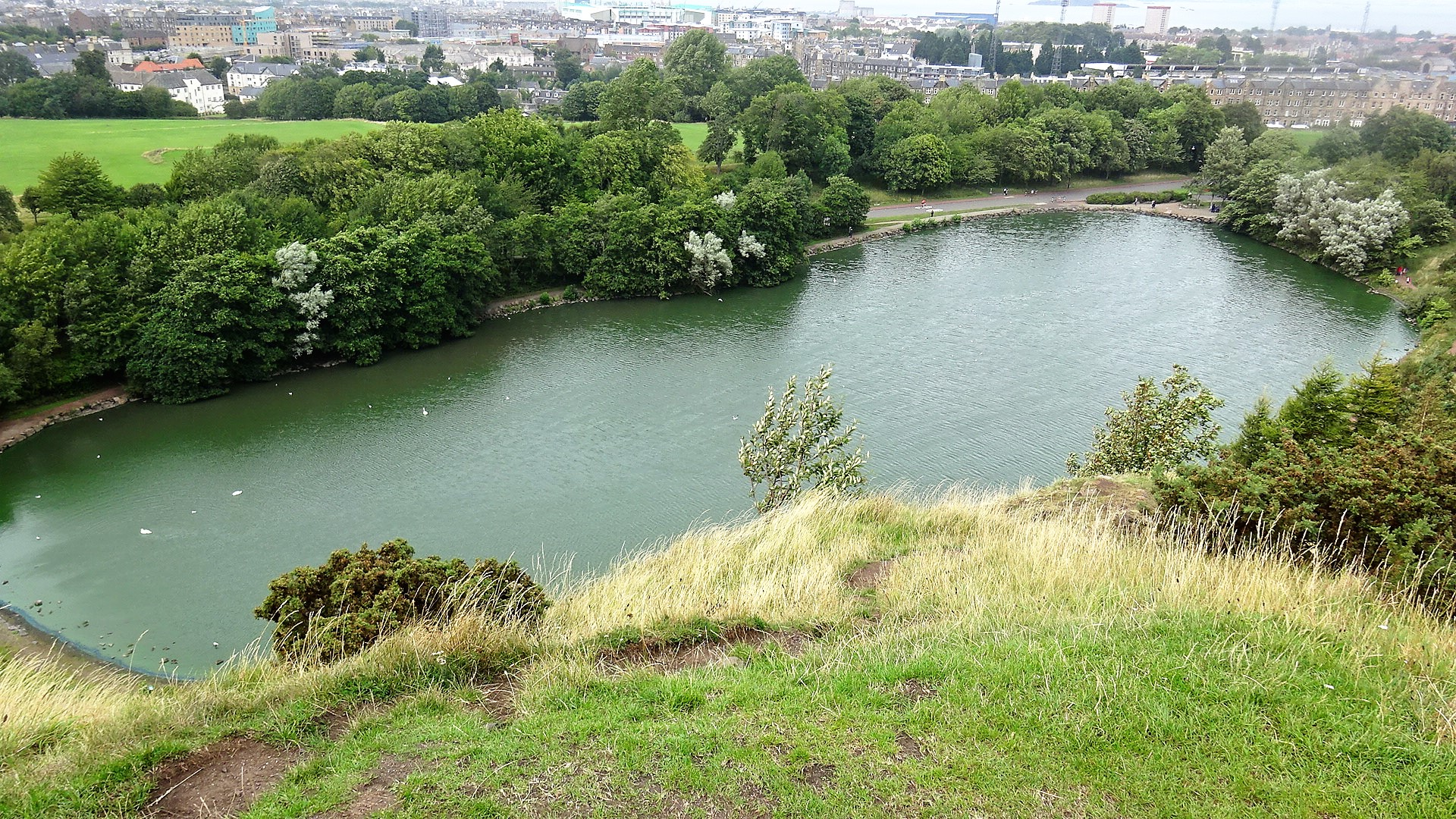
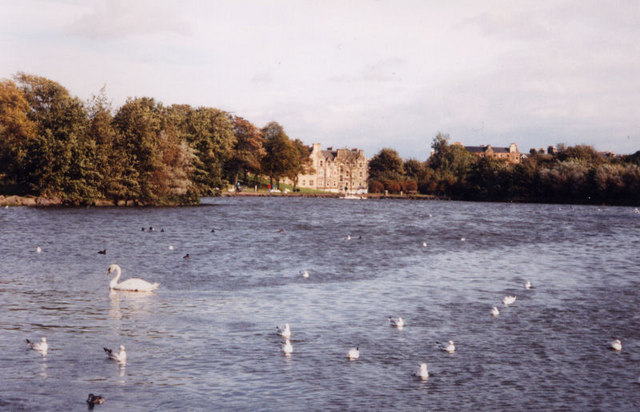

### Autres caractéristiques géographiques
Haggis Knowe, Whinny Hill et Hunter's Bog, une rivière qui se jette dans le loch St Margaret, constituent d’autres caractéristiques géographiques.

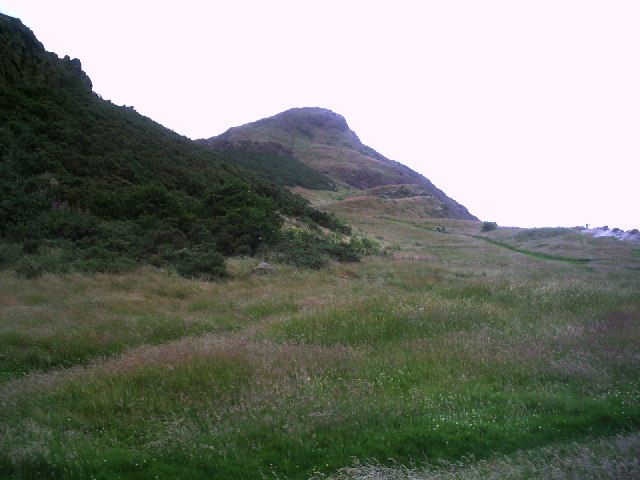
Whinny Hill
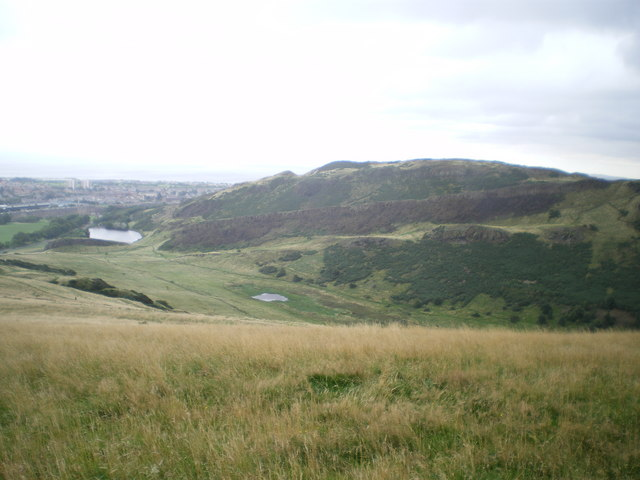
Hunters Bog
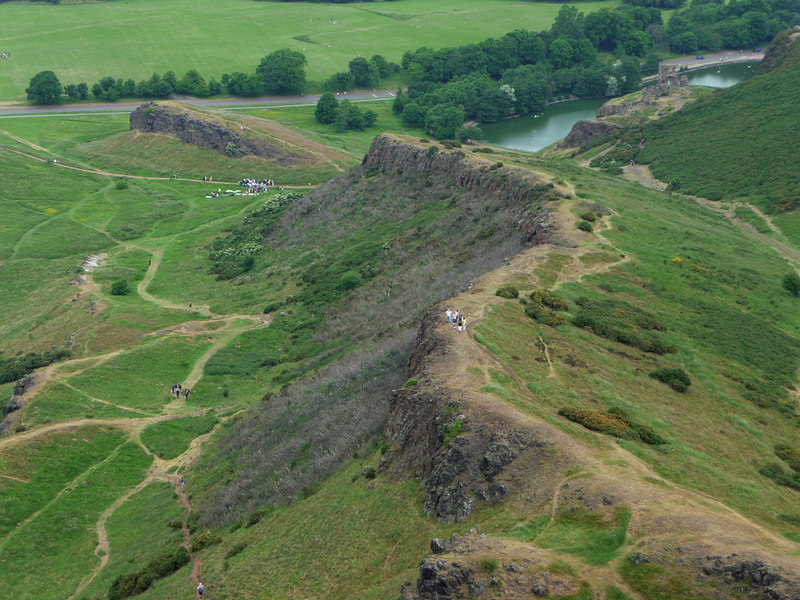
Haggis Knowe
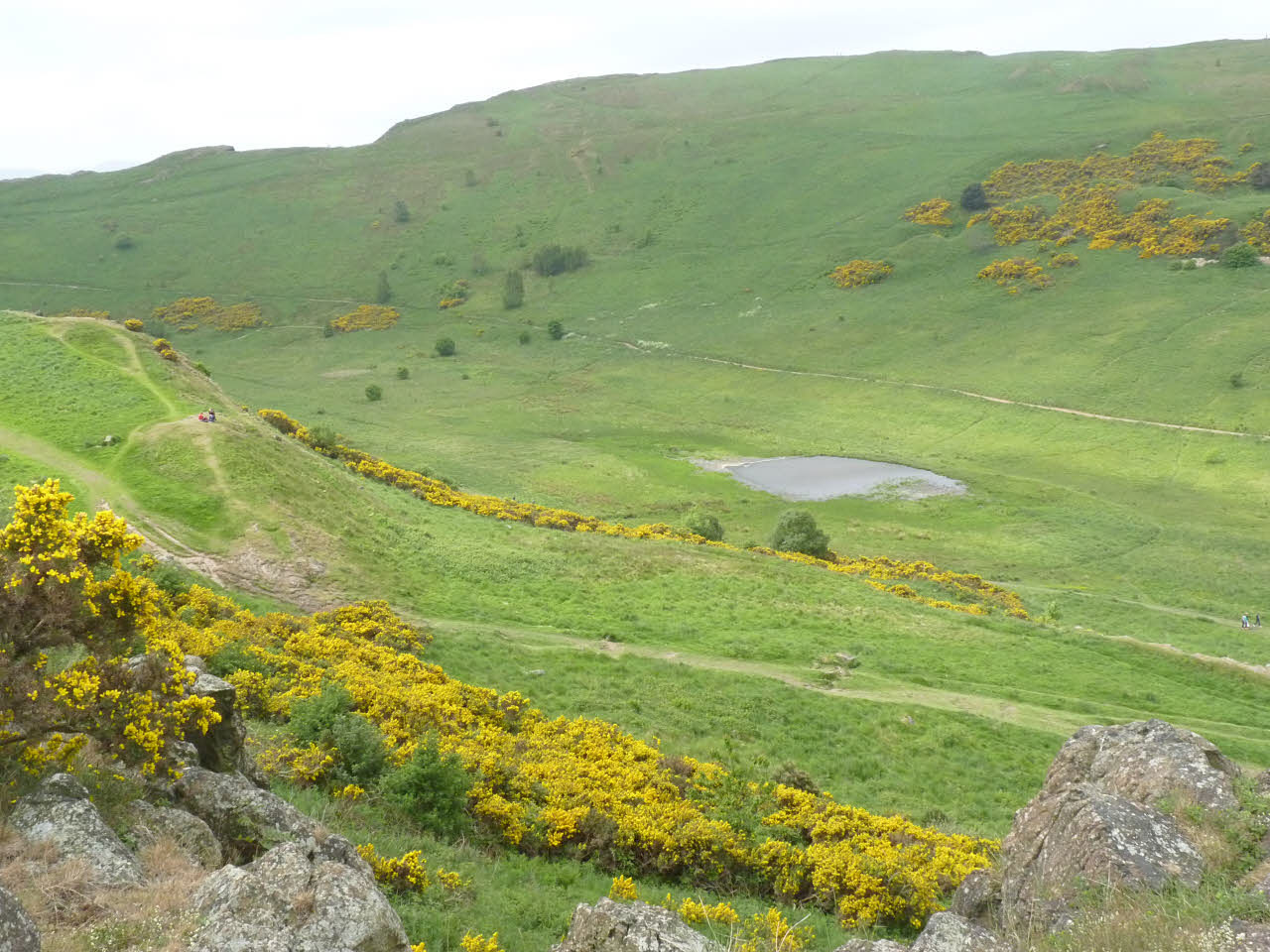
Hunter's Bog

## Patrimoine culturel
À l'intérieur du parc, il y a des traces de fortifications préhistoriques, visibles sur la colline rocheuse au-dessus du lac Dunsapie. Des restes de cultures en terrasses sont visibles sur la crête est de Arthur's Seat. 

### Abbaye de Holyrood
Les ruines de l'abbaye augustinienne de Holyrood sont datées de 1128.  L'abbaye a été construite sur ordre de David Ier d'Écosse, dans son parc de chasse au cerf royal, et a été utilisée jusqu'au XVIe siècle.  Pendant une courte période, elle fut utilisée comme chapelle royale par Jacques II. Elle fut finalement abandonnée au milieu du XVIIIe siècle. 

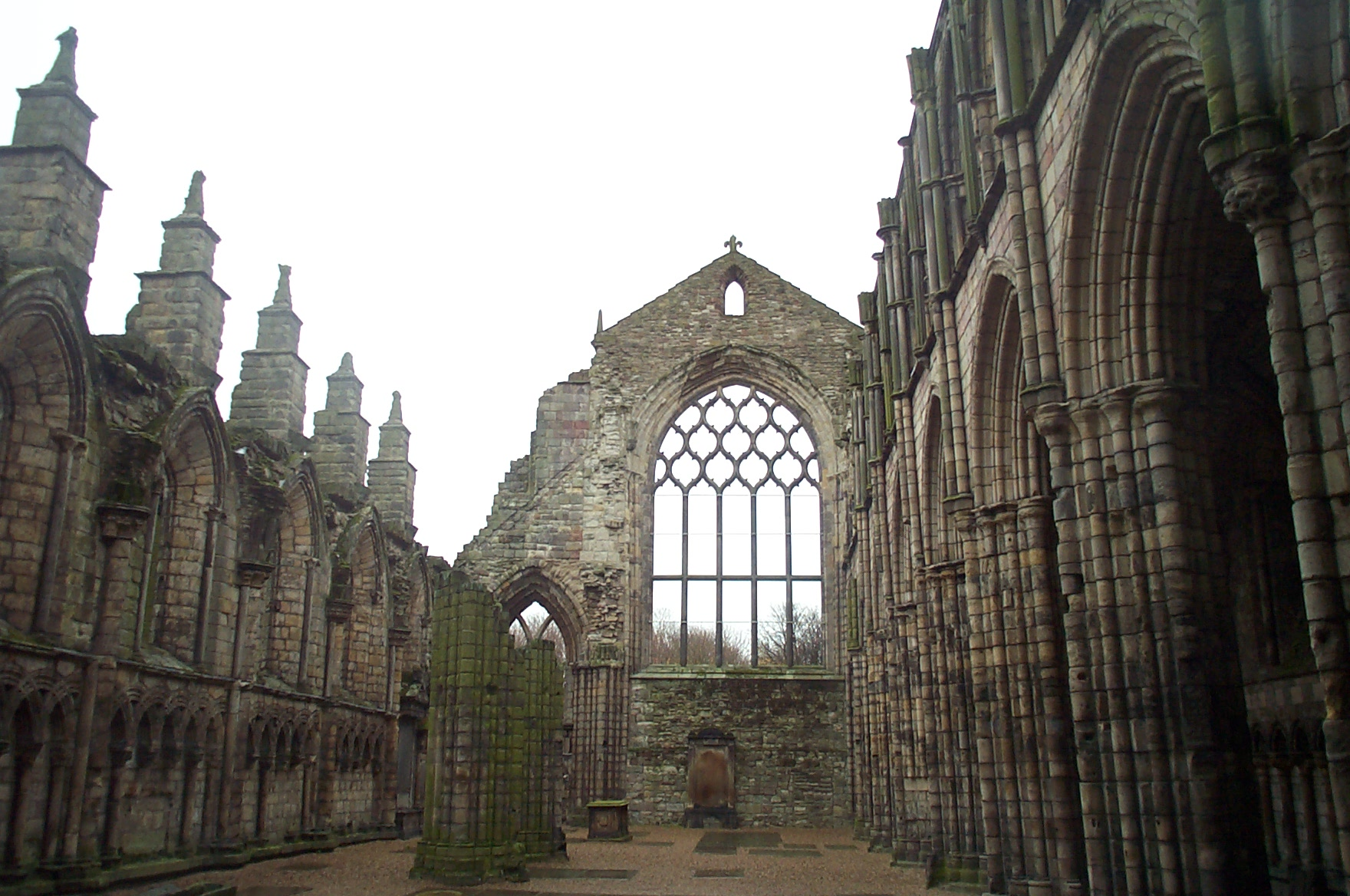
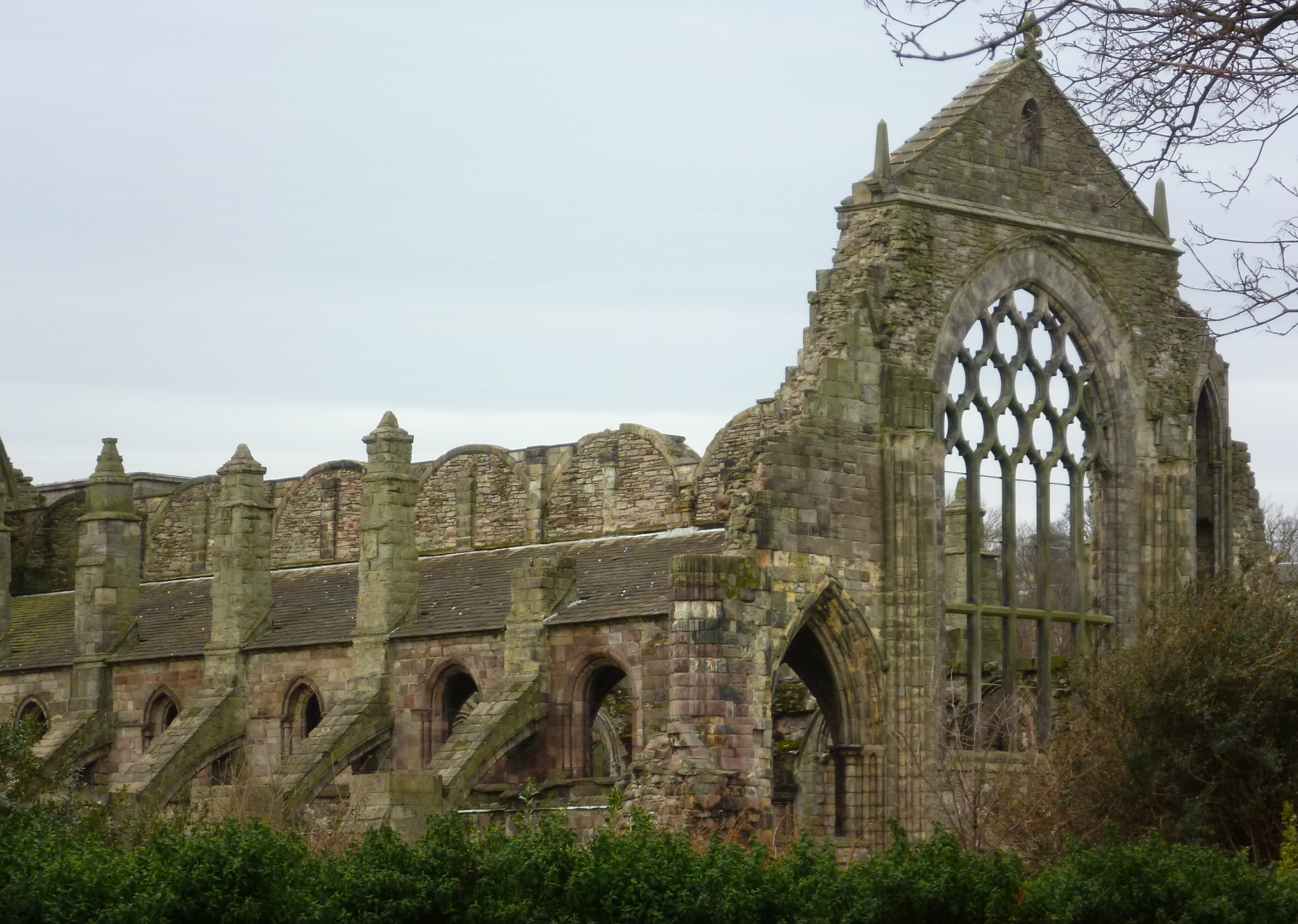

### Holyrood Palace
Le palais royal de Holyrood était à l’origine un logement situé dans l’abbaye, qui est devenu plus tard un véritable palais. Jacques VI fut le premier à l'utiliser vers 1500, bien que la plupart du bâtiment actuel soit daté de la fin du XVIIe siècle, date de sa reconstruction par Sir William Bruce. Il demeure la résidence officielle du monarque britannique en Écosse.

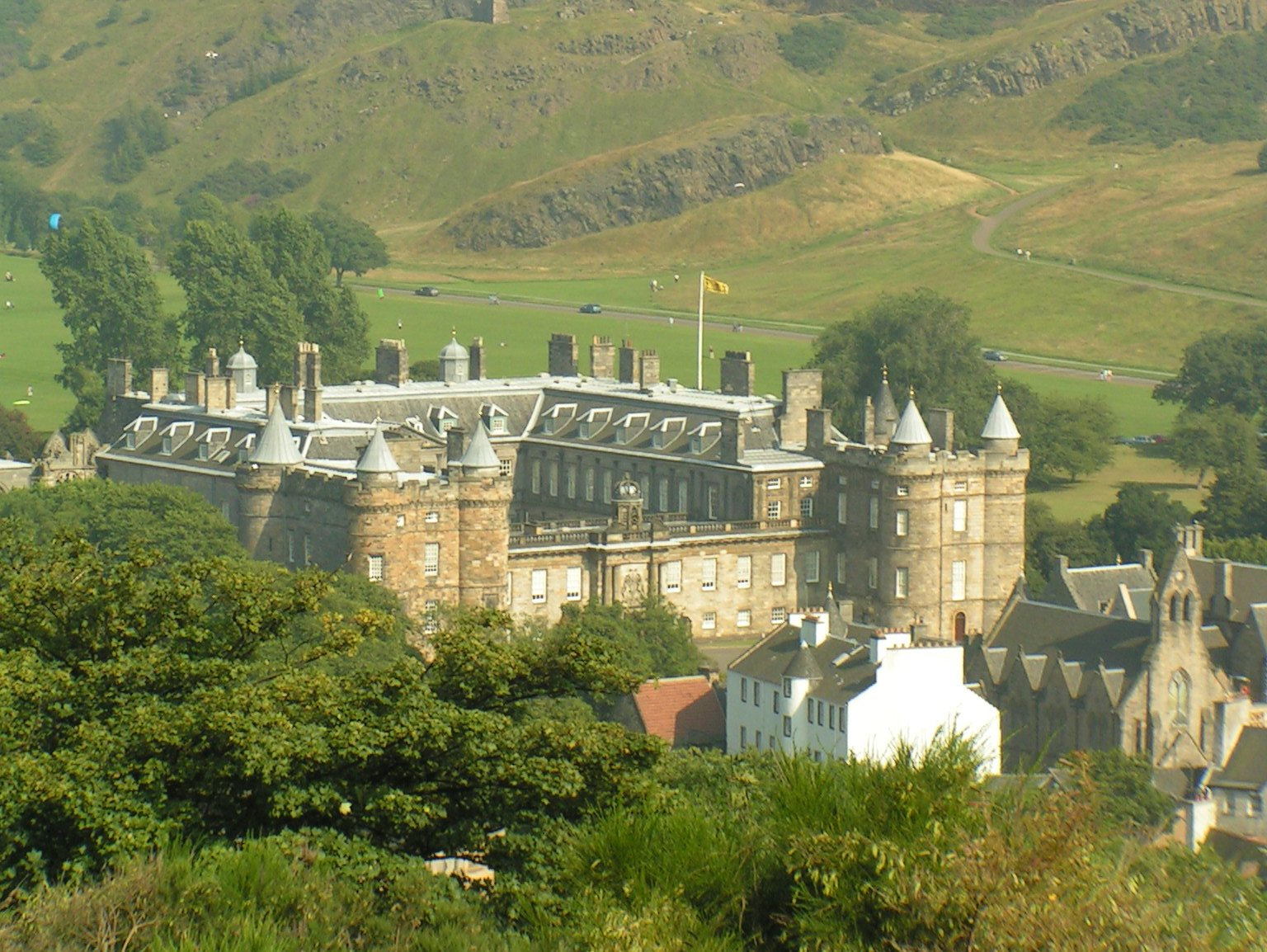
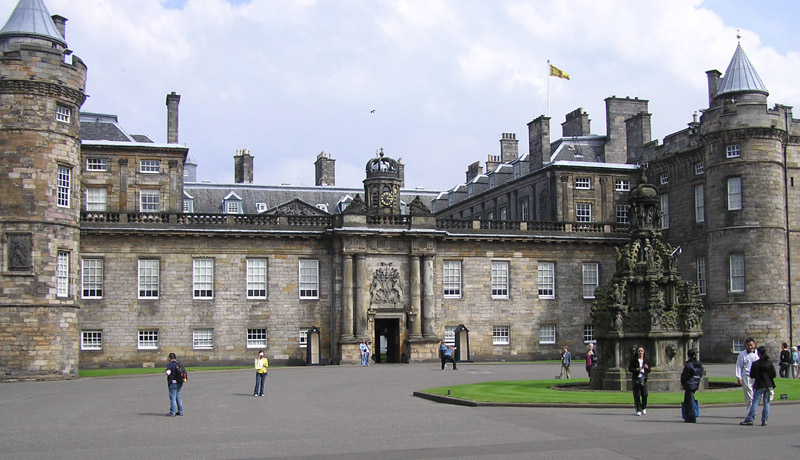
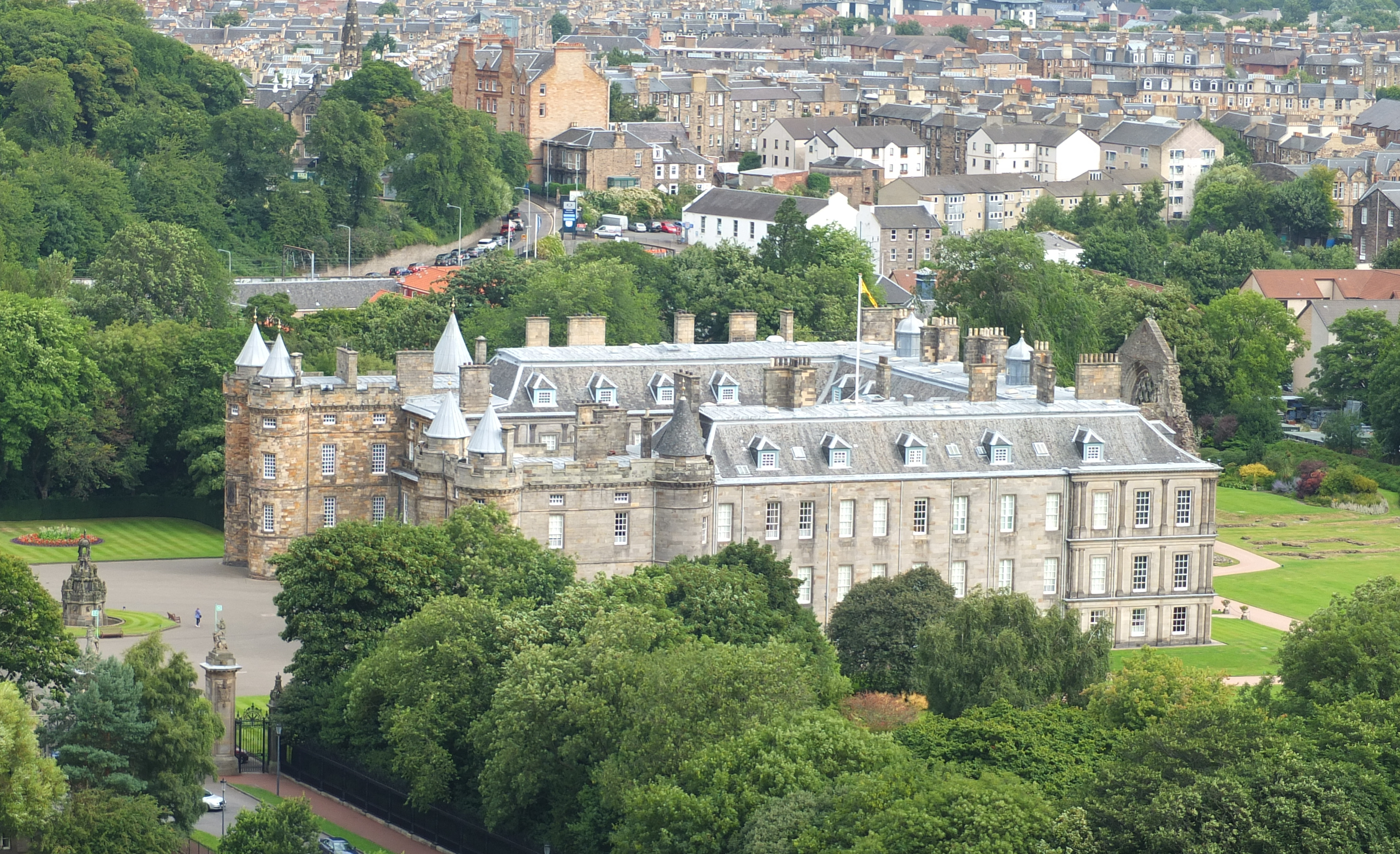

### St. Anthony's Chapel
La chapelle Saint-Antoine a probablement été construite dans la première moitié du XVe siècle. À l'origine, elle avait une forme rectangulaire de 13 x 5,5 mètres, avec des murs de 0,91 mètre d'épaisseur et était construite avec des pierres locales. Maintenant, la chapelle est en ruine: le mur nord seul subsiste. 